# کسی بره
کسی بره یک ستاره است که در صورت فلکی بره قرار دارد.